# カン・チュンヒョク
カン・チュンヒョク（강춘혁、1986年生まれ）は、韓国で活動するラッパー、画家である。北朝鮮咸鏡北道出身の脱北者である。

## 経歴
咸鏡北道穏城郡に生まれる。
チュンヒョクの父親が中国で密かに仕事に従事しているところを発見され、収容所に入れられた。体が虚弱だったことから高官に賄賂を供与し出ることが出来た。「この地では希望がない」と考えて、脱北を決意した。
1997年に脱北。タイ王国、カンボジア、ベトナムなど第三国で潜伏した後、2001年に韓国に入国した。韓国入国後、弘益大学校で美術を専攻し卒業。
2014年、Mnetのヒップホップオーディション番組Show Me The Moneyの第3シリーズに出場
。自らの出自を明らかにしつつ
朝鮮労働党委員長の金正恩やその妻李雪主を痛烈に批判し歌詞を通じて北朝鮮の実状を赤裸々に告白する楽曲を披露した。審査員やその他の参加者に、その歌詞より注目を集めたが、緊張のあまり歌唱の途中で歌詞に詰まってしまい2度の挑戦いずれも落選してしまう。
2016年1月4日、JTBCのトークバラエティ番組アブノーマル会談の第79回に出演、脱北の経緯や北朝鮮の現状などについて語っている。
人権団体の北朝鮮人権市民連合によるクラウドファンディングにより「脱北ラッパー」としての活動することになり、2016年11月28日、YouTube上にミュージックビデオ「For The Freedom」を発表
。12月16日、同曲を含む3曲のデビュー作を披露しラッパーとしての活動を開始した。
ラッパーとして活動を行いつつ、将来の夢は美術家だとし、韓国の子供たちに北朝鮮の実情を知らせるためのイラスト作品にも取り組んでいる。